# Brachystomatidae
Famille
Les Brachystomatidae sont une famille d'insectes diptères brachycères.
La famille Brachystomatidae compte 19 genres et 147 espèces.

## Liste des genres
- Anomalempis
- Apalocnemis
- Boreodromia
- Brachystoma
- Ceratempis
- Ceratomerus
- Ephydrempis
- Gloma
- Glyphidopeza
- Heleodromia
- Hyperperacera
- Niphogenia
- Pseudheleodromia
- Sabroskyella
- Sematopoda
- Sinotrichopeza
- Trichopeza
- Xanthodromia
- Zealandicesa